# Siegfried Rasp
Siegfried Rasp (10 janvier 1898 à Munich - 2 février 1968 à Garmisch-Partenkirchen) était un General der Infanterie (général d'infanterie) allemand durant la Seconde Guerre mondiale.

## Biographie
Né à Munich, en royaume de Bavière, Rasp devient aspirant le 6 septembre 1915, durant la Première Guerre mondiale, avant d'être promu lieutenant le 24 juin 1916 au sein du 1er régiment d’infanterie bavarois (de).
Durant la Seconde Guerre mondiale, il est nommé Oberst (colonel) en juin 1941, Generalmajor (général de brigade) en novembre 1943, Generalleutnant (général de division) en avril 1944 et General der Infanterie (général de corps d'armée) en décembre de la même année.
Durant sa carrière, Rasp a commandé les unités suivantes :
- 3. Gebirgsjäger-Division (3e division de chasseurs alpins) à partir du 26 août 1943
- 335. Infanterie-Division (335e division d'infanterie) à partir du 10 septembre 1943
- 78. Sturm-Division (78e division d'assaut) à partir du 12 juillet 1944
- 19. Armee (19e armée) à partir du 15 décembre 1944
- Korps Ems (corps Ems) à partir du 2 avril 1945

Rasp est capturé à la fin de la guerre et passe trois ans dans un camp de prisonniers de guerre britannique, à Münster, dans le nord de l'Allemagne. Il décède en 1968 à Garmisch-Partenkirchen.

## Décorations
- Croix de fer (1914)
  - 2e Classe
  - 1re Classe
- Insigne des blessés (1914)
  - en Noir
- Croix d'honneur
- Médaille de service de la Wehrmacht
- Agrafe de la Croix de fer (1939)
  - 2e Classe
  - 1re Classe
- Croix allemande en Or (27 janvier 1944)
- Croix de chevalier de la Croix de fer
  - Croix de chevalier le 14 avril 1944 en tant que Generalmajor et commandant du 335.Infanterie-Division[1]